# Apis mellifera capensis
Sous-espèce
Synonymes
- Apis capensis Eschscholtz, 1822 - protonyme[2]

Répartition géographique
Apis mellifera capensis, communément appelé Abeille du Cap, est une sous-espèce d'Apis mellifera qui se rencontre en Afrique du Sud et qui présente la singularité de pouvoir se reproduire sans individus mâles. Les ouvrières de cette espèce pondent des œufs qui donnent naissance à d'autres ouvrières.

## Publication originale
- J. Friedrich Eschscholtz, Entomographien : Lfg. 1 (œuvre littéraire), Inconnu, Berlin, 1822, [lire en ligne].